# Джет (плавателен съд)
Джетът е вид малък плавателен съд за един (в изправено или седнало положение) или двама души (в седнало положение). Използва се най-вече в заливи и спокойни води.
Джетът е снабден с двигател с вътрешно горене и достига най-висока скорост до 140 km/h.
Плавателен съд за индивидуално използване (мотоциклет с водометен двигател) е съд с дължина по-малка от 4 m, оборудван с двигател с вътрешно горене, притежаващ водометен двигател в качеството на основно средство за задвижване, и проектиран да бъде управляван от лице или лица в седнало положение, стоящ/стоящи или на колене върху него, вместо от вътрешността на корпуса.